# 萧讹里本
萧讹里本（？—1115年），辽朝女性人物，小名讹里本，萧讹里本是国舅孛堇的女儿。
萧讹里本容貌姣好，自幼与其他女子相异，性情敦厚。十八岁时，嫁给耶律术者后，谨慎从容，贞静温婉，深得家人尊重。天祚帝天庆五年（1115年），耶律术者被天祚帝所杀，萧讹里本居丧非常哀痛，既葬，侍婢劝她最终没有回意，她用刀自杀。